# جائحة فيروس كورونا في ألبرتا 2020
إن وباء الفيروس التاجي لعام 2020 في ألبرتا هو جزء من وباء عالمي مستمر من فيروس تاجي 2019, وهو مرض معد سببه فيروس التهاب الرئوي الحاد (سارس-2-cov) في حين أن مقاطعة ألبرتا الكندية لديها رابع أكبر عدد من الحالات كوفيد-19 في كندا .
وبحلول 14أبريل كانت هناك 1,870حالة مؤكدة و 48 حالة وفاة وكانت غالبية الحالات في منطقة جاليري التي بلغ عدد الحالات فيها 1,242حالة في 14أبريل.
يعمل جيسون كيني رئيس وزراء ألبرتا عن كثب مع لجنة مجلس الوزراء المعنية بإدارة الطوارئ ومع اتباع توصيات كبير الموظفين الطبيين في ألبرتا الدكتورة دينا هينشو استجابة للتهديد العالمي سريع التطور .
وقد أعلنت حالة الطوارئ الصحية العامة يوم 17 مارس في الوقت الحالي وتم استخدام هذا المختبر في مقاطعة ألبيرتا بشكل كبير لاختبارات كوفيد 19 الوصول إلى 1,000 حالة في اليوم بحلول 8 مارس، و 3,000 حالة في اليوم بحلول 26 مارس.
وقالت هينشو أنه بحلول 20 مارس على نطاق العالم كانت ألبرتا تجري من بين أعلى عدد من الاختبارات لكل فرد وحتى 14 أبريل 2020 أجريت 82,649 اختبارًا في ألبرتا.
المحتويات

يتم توفير الإحصاءات في التقارير اليومية من قبل كبيرة الموظفين الطبيين في مجال الصحة دينا هينشو ونشرت على موقع حكومة ألبرتا على شبكة الإنترنت أنه وحتى 14 أبريل كانت هناك 138 حالة جديدة، مما بلغ مجموعه 1,870حالة مؤكدة وتم نقل 115 مريض للمستشفى، بينما قضى 35 مريضا وقتا في وحدة العناية المركزة .
توفي 48 شخصا منذ بداية بداية الوباء في ألبرتا.
وحتى 14 أبريل، تم الاشتباه في انتشار 276 حالة عن طريق الاختلاط المجتمعي وتعافي 914 شخصا
و كان هناك 1,242 حالة مؤكدة و 33 حالة وفاة بمنطقة جاليري (64% من جميع الحالات في ألبرتا) 74 حالة ووفاة واحدة في المنطقة الوسطى و 402 حالة و 8 وفيات في منطقة إدمونتون ,107 حالات و6 حالات وفاة في المنطقة الشمالية 36 حالة في المنطقة الجنوبية، وتستخدم المقاطعة المتعقب الجغرافي المكاني الذي يوفر فحوص متعمقة عن أماكن وجود الحالات بما في ذلك بيانات عن الأحياء الفردية في جاليري .
وبحلول 20 مارس كانت المناطق الواقعة في أقصى الشمال الغربي والجنوبي الغربي في جاليري بها أكبر عدد من الحالات.

## الجدول الزمني

### 1-7 مارس
وفي بيان صدر في 4 مارس، قالت هينشو إنه لم تكن هناك حالات مؤكدة من نوع كوفيد -19 في ألبرتا وكانت المخاطر في ذلك الوقت منخفضة.
هينشو نصحت البرتانز بالاستعداد في حالة وصول كوفيد-19الى ألبرتا ومن خلال توفير ثلاثة من المواد الأساسية مثل الغذاء والماء والأدوية وفي حالة حدوث أي حالة طارئة وحذرت من الإصابة بالذعر ونصحت ألبيرتنز بالتخطيط للمستقبل.
وفي 5 مارس، أبلغت هينشو عن أول حالة مؤكدة في الابيرتا هي حالة كوفيد-19.
في 21 فبراير، كانت امرأة في الخمسينيات من عمرها وكانت على متن سفينة رحلات جراند برينسيس قد عادت إلى منطقة جاليرري وهي منطقة تشمل جالياري ونانتون وكانمور وكلاريهولم .
في 21 فبراير اجري لها اختبار وقد كان إيجابي وقالت هينشو إنه تم العثور على حالات أكثر إيجابية نتيجة لعمل فرق الصحة العامة الذي كان قد اتّصل ب ال 44 ألبرتنز عائدون من المملكة الكبرى

### 8-14 مارس
في 9 مارس، هينشو قالت أنّ الاختبارات قد كشفت الخامسة، السادسة والسبع حالات من كوفيد - 19 في ألبيرتا .
الحالة الخامسة كانت سيدة مسنة كانت في رحلة .
أما القضية السادسة في منطقة جاليري فهي شاب سافر إلى أوكرانيا وهولندا وتركيا,
وكانت القضية السابعة امرأة كانت على متن سفينة الرحلات البحرية التابعة لمستر برايمار الكاريبي
وقالت هينشو يمكن أن ينتشرالمرض من شخص إلى شخص بواسطة قطرات أكبر، كالسعال أو العطس.أو بلمس الأجسام أو الأسطح الملوثة، ثم لمس عينيك أو أنفك أو فمك.
وقد قامت هينشو بعمل رابط الصحة ومختبر الصحة العامة في ألبرتا من بين امور أخرى
ازدادت سعة المختبر بشكل كبير لاجراء الاختبارات الجارية لـ كوفيد-19.
وفي 7 مارس تم إجراء 300 اختبار، وفي 8 مارس فقط أجروا 700 اختبار .
بما أن جميع الحالات التي تم اختبارها في ألبرتا قد تم تأكيدها فيما بعد، فان العينات الإيجابية التي تم اختبارها من قبل في مختبرات ألبرتا لم تعد بحاجة إلى مزيد من التأكيد .
من المختبرالوطني للاحياء الدقيقة الذي يتخذ من وينيبيج مقراً له.
وبحلول 10 مارس كانت هناك 7 حالات مؤكدة جديدة رفعت المجموع إلى 14 حالة في ألبرتا، وقد سافر شخص واحد على نفس سفينة رحلات السيدة برايمار في منطقة البحر الكاريبي كما هو الحال بالنسبة لسبعة أشخاص .
وبحلول 11 مارس، كانت هناك 5 حالات جديدة، مما رفع العدد الإجمالي إلى 19 حالة مؤكدة في المقاطعة، وفي إحاطتها الإعلامية اليومية وجهت هينشو الانتباه إلى الإعلان الرسمي لمنظمة الصحة العالمية الصادر عن لجنة المنظمة المعنية بصحة الإنسان كوفيد-19 كوباء عالمي في وقت سابق من 11 مارس .
```
وفي 12 مارس، قالت هينشو اننا نواجه التهديد العالمى سريع التطور وقد اعتمدت حكومة المقاطعة اجراءات صحية عامة جديدة قوية للحد من انتشار هذا الفيروس. 
```

وافقت لجنة مجلس الوزراء لادارة الطوارئ على توصية هينشو بإلغاء جميع التجمعات الكبيرة التي تضم أكثر من 250 شخصاً أو المناسبات الدولية في ألبرتا، وقدمت عددا من التوصيات بشأن كيفية الاتصال بالأطفال بشأن هذا الفيروس .
في ردها على قرار منظمة الصحة العالمية في 11 مارس إعلان كوفيد -19 رسمياً جائحة عالمية، وقالت هينشو إن هذا يعكس خطورة كوفيد19 الذي ليس مثل التهديدات الأخرى التي شهدناها في العقود القليلة الماضية فهو أكثر حدة من الإنفلونزا الموسمية ومعدي أكثر من الفيروسات مثل سارس وقالت إن الفيروس يمكن احتوائه كما كان الحال في بلدان مثل سنغافورة .
وفي ذلك الوقت، عاد الأشخاص الذين أكدوا حالات كوفيد-19 في ألبرتا مؤخراً من رحلات إلى إيران ومصر، إسبانيا، واشنطن والمكسيك ونتيجة لذلك طلبت المقاطعة من جميع المسافرين العائدين من إيطاليا عزل أنفسهم لمدة أسبوعين كما ستبدأ المطارات في جاليري وإدمونتون في الفحص بدءًا من 14 مارس.
في 12 مارس 2020 ، أعلنت ألبرتا حظر على جميع اجتماعات أكثر من 250 شخص وحتى 12 مارس، يتعين على كل من سافر خارج كندا أن يعزل نفسه لمدة 14 يوماً وأن يراقب الأعراض، وأطلقت صحة البيرتا أداة تقييم عبر الإنترنت في 13 مارس، إذا أجاب المستخدم بنعم على بعض الأسئلة، فستتم مطالبته بالاتصال بخدمات الطوارئ 911 أو 811 لتحدث مع ممرضة .
وفي مساء 12 مارس، علقت جامعة جاليري المحاضرات لليوم التالي 13 مارس .
وبحلول 16 مارس أصبح إغلاق الجامعة دائماً لبقية الفصل الدراسي مع انتقال الجامعة لتقديم محتوى الدورة التعليمية عبر الإنترنت وفي 13 مارس، قال وزير الصحة تاتلر شاندرو ان منظمة الصحة العالمية في البيرتا تتلقى أكثر من 6,300 مكالمة يوميا، وقد ضاعف عدد موظفين 811 وأكثر من ذلك في التدريب ولكن أوقات الانتظار كانت طويلة ب 13 مارس , 2803 حالة أدارت اختبارات كانت في ألبيرتا، وبحلول 13 مارس كانت هناك عمليات إغلاق وإلغاء عديدة في مختلف أنحاء الإقليم بما في ذلك بعض محاكمات محكمة ألبيرتا للمحلفين الخفيفين.

### مارس 15-21
بحلول 15 مارس، أبلغت ألبرتا عن 56 حالة وأنجزت 10524 اختبارا .
اعلنت هينشو في ايجتزها اليومي ان البرتا كان لديها اولى حالات انتقال المدينة والتي في ذلك الوقت تقتصر على سبعة اشخاص، ستة منهم حضروا مؤتمر المحيط الهادئ لطب الاسنان، الذي عقد في الفترة من 5 إلى 7 مارس في مركز فانكوفر للمؤتمرات .
وقد نم تحديد حالاتين كوفيد-19 في البرتا واونتاريو وكولومبيا البريطانية في الؤتمر الذي حضره 15000 شخص .
امرت البرتا باغلاق جميع المدارس النهارية، وجميع مدارس k-12 لتعليق الفصول الفعلية (الشخصية ) والتحول إلى الفصول عبر الإنترنت في 15 مارس .
أعلن عمدة كالغاري نهيد نبينشي في 15 مارس وعمدة ريد دير تارا فير في 16 مارس، حالة الطوارئ المحلية في مدنهم .
امر نينشي بإغلاق جميع مرافق اللياقة البدنية في الدينة وكذلك المكتبات العامة واقتصرت المرافق الأخرى على 250 شخصا أو 50 في المائة من الاشغال مع بعض الاستثناءات بما في ذلك متجر البقالة ومراكز التسوق ومخازن المنتجات الكبيرة والكازينوهات والمكاتب والنقل العام والملاجئ ومراكز الرعاية .
اعلنت انه تم تعليق جميع صفوف الروضة حتى الصف الثاني عشر والمحاضرات لما بعد الثانوية (الجامعة) .
قالت هينشو في ايجازها اليومي انها كانت تعزل نفسها بينما كانت تنتظر نتائج فحصها ل كوفيد-19 .
وتشمل ذلك عدم تناول وجبات الطعام مع افراد العائلة والحفاظ على مسافة مترين من افراد الاسرة حتى تحصل على نتائج الفحص (اختبارها ) وذكرت انه مع تاكيد 18 حالة جديدة كان يوجد في البرتا 74حالة .
في مساء يوم 16 مارس، اذنت لجنة مجلس الوزراء لادارة الطوارئ لرئيس الوزراء كيني باستخدام جميع السلطات اللزمة من اجل الحفاظ على سلامة البرتز .
أعلن رئيس الوزراء البرتا جيسون كيني حالة الطوارئ للصحة العامة بموجب قانون الصحة العامة PHA في 17 مارس، بناء على نصيحة رئيس الاطباء.
فرضت المحافظة اجراءات صارمة للصحة العامة شملت الحد من التجمعات الجماهرية، وتقيد عدد الحضور في عدد من المرافق العامة والخاصة مما ادى إلى اصابة شخص بالفيروس في البرتا .
الحالات المؤكدة في جميع انحاء المقاطعة تشمل 20 في منطقة كالغاري و 20 في منطة ادمونتون و 3 في المنطة الوسطى وواحدة في المنطة الجنوبية و 3 حالات في المنطقة الشمالية .
قال هينشو في 17 مارس ان 5 اشخاص ثبتت اصابتهم بالمستشفى وتم ادخالهم .
وايضا ادخال شخصين إلى وحدة العناية المركزة، بينما كان 90 شخص اخرين يعزلون انفسهم في المنزل ويتوقعون الشفاء التام .
تم اتخاد اجراءات صحية عامة على مستوى المحافظة لمنع انتشار الفيروس والتي تضمنت الحد من الاتصال بين الناس .
كلما استطعنا ابطاء الفيروس كلما قل احتمال حدوث زيادة في الحالات التي تطغى على قدرة نظامنا الصحي وعلى رعاية اولئك الذين يحتاجون اللى المستشفى أو العناية المركزة .
واعلنت ان خدمات البرتا الصحية تستعد لزيادة في عدد الحالات التي تحتاج إلى رعاية بالمستشفى لذا تم تأجيل جميع العمليات الجراحية والمجدولة، وادرجت الانشطة التي ستكون محظورة بموجب حالة الطوارئ التي اعلنها رئيس الوزراء كيني .
في 18 مارس، ابلغت البرتا عن 199 حالة ايجابية ل كوفيد -19 وفي 18 مارس أيضا قالت هينشو ان اداة التقييم الذاتي عبر الإنترنت الخاصة بالبرتا اعلى 35 مرة من عدد اختبارات الفرد في الولايات المتحدة .
قالت هينشو في تحديثها في 18 مارس، كان عليَ ان اقدم توصيات من شأنها أن تسلب سبل العيش من العديد من الالبرتنز خلال الاسابيع أو الأشهر المقبلة لا توجد حلول سهلة للوضع الذي نحن فيه، ليس فقط في البرتا ولكن حول العالم .
قال كل من رئيس الوزراء كيني وهينشو ان البرتا قد لا تصل إلى ذروة وباء الفيروس التاجي الحالي لاسابيع، وقد تكون هناك حاجة إلى تدابير جذرية للحد من انتشار الفيروس حتى نهاية مايو.
وقالت هينشو انه يمكن ان تصل الموجة من تفشي المرض اللى ذروته في البرتا في منتصف أبريل تقريبا وان المسؤولين يتوقعون موجة أخرى من المرض في الخريف .
بحلول 19 مارس تم تشجيع الاطباء في البرتا على ممارسة التباعد الاجتماعي في عياداتهم الخاصة .
قالت الدكتورة هيذر شونوسكي ان اطباء الاسرة يتوسلون تايلر شاندرو وزير الصحة في البرتا لتمكينهم من ابقاء مرضاهم الضعفاء في المنزل وتعزيز البعد الاجتماعي .
في 19 مارس اعلنت هينشو عن أول حالة وفاة في البرتا في منطقة ادمونتون إلى جانب 27 حالة مؤكدة جديدة ليصل المجموع إلى 146 حالة .
وبحلول 19 مارس كانت مختبرات البرتا قد اجريت 16867 اختبارا، قالت هينشو ان هناك 8 حالات يشتبه في انه تنتشر عن طريق الاختلاط المجتمعي، وقالت ان شفاء مريضين من الذين ظهرت عليهم الاعراض، علامة على الامل ان يتعافى الكثير من الاشخاص الذين يصابون بهذا المرض .
وبحلول 20 مارس، كان هناك 49 حالة مؤكدة جديدة مما أصبح المجموع الحالات 195 حالة مؤكدة تم تحديدها في البرتا .
وقالت هينشو ان 11 من هذه قد تكون من الاختلاط المجتمعي .
حتى 20 مارس، تم شفاء 3 افراد وتم نقل 10 إلى المستشفى وادخال 3 مرضى اخرين إلى وحدة العناية المركزة منذ 19 مارس ليعالج ما مجموعة 5 في وحدة العناية المركزة وقالت هينشو ان البرتا تجري من بين أكثر عدد من الاختبارات للفرد في جميع انحاء العالم .
بحلول 20 مارس، كانت مختبرات البرتا قد اجرت 20165 اختبارا .
في 21 مارس، تم الاشتباه في 31 حالة جديدة بإجمالي 226 حالة ومن بين 16 حالة تم نقلها عن طريق الاختلاط المجتمعي .
ومن بين 11 شخص دخلوا المستشفى هناك 6 في وحدة العناية المركزة .
بحلول 21 مارس اجرت معامل البرتا 23,516 اختبارا .
وارسلت متجر Big-Box , مثل :Home Depot Canada اشعارات بانها ستحد من عدد العملاء بالداخل في وقت واحد .

### 22-28 مارس
وبحلول 22 مارس بلغ مجموع عدد الاختبارات التي أجريت 26,740 حالة وبلغ مجموع عدد الحالات 259 حالة مع إضافة 33 حالة جديدة .
وقد تم الإعلان عن 301 حالة مؤكدة خلال اجتماع 23 مارس، وكانت هناك 42 حالة جديدة.
وبحلول 24 مارس توفي شخص آخر وكانت الاختبارات التي أجريت حتى الآن سلبية في 32,418 اختبار وكانت 358 إيجابية وتم تأكيد 57 حالة جديدة.
في 24 مارس غيرت ألبرتا خدماتها الصحية ونهجها في الاختبار والتركيز على المجموعات التي تتعرض لأعلى مخاطر التعرض المحلي وقد تم توجيه النصائح للأشخاص العائدين من السفر إلى الخارج بعد 10 مارس بالعزل الذاتي لمدة 14 يوما.
وفي إحاطتهما الإعلامية التي قدمت في 25 مارس أعلن رئيس الوزراء كيني والوزير شانو انه سيفرض الضباط قواعد تتعلق بالعزلة الذاتية والبعد البدني.
وقالت هينشو إن أعداد الحالات الهامة التي شملت 61 حالة جديدة من بينها 33 حالة يعتقد أنها نقلت عن طريق المجتمع و 20 مريضا أدخلوا المستشفى و 8 في وحدة العناية المركزة وتؤكد على خطورة الوضع الذي نواجهه .